# Iwan Mitrynga
Iwan Mitrynga (ps. „Serhij Oreliuk”, „Pyłyp”; ur. w 5 sierpnia 1907 w Petrykowie, zm. 6 września 1943 w Wilii) – ukraiński działacz polityczny, publicysta, teoretyk ruchu narodowego. 
W latach 30. studiował historię na Uniwersytecie Lwowskim. Był członkiem Organizacji Ukraińskich Nacjonalistów, zajmował szereg stanowisk kierowniczych w Krajowym Prowodzie OUN dla Ziem Zachodnioukraińskich. Przewodniczył w OUN frakcji, występującej o przejrzenie teoretycznych podstaw ruchu narodowego oraz o demokratyzację OUN (grupa Mitryngi). W 1938 napisał artykuł „Het’ z bolszewyzmom”, w którym pierwszy raz pojawiło się hasło „Wolność narodom ! Wolność człowiekowi !” 
W 1940 wystąpił z krytyką koncepcji Stepana Bandery orientacji na „Nową Europę”, wysunąwszy hasło „Razem z Polakami, Francuzami, narodami ZSRR za wolną Europę bez Hitlera i Stalina”. W 1941 prowadził wykłady dotyczące propagandy w szkole oficerskiej im. płk. Konowalca w Krakowie.
W 1941 wystąpił z OUN-B, i utworzył Ukraińską Rewolucyjną Partię Robotników i Chłopów, która w 1942, łącząc się z innymi grupami, utworzyła Ukraińską Partię Ludowo-Demokratyczną. Mitrynga wydawał jej organ – „Zemlja i Wolja”.
Latem 1942 wraz z Borysem Łewyckim wstąpił do Siczy Poleskiej, obejmując kierownictwo wydziału propagandy. 
Zginął we wsi Wilia na Wołyniu w starciu oddziału Siczy Poleskiej z oddziałem AK Władysława Kochańskiego i grupą z oddziału partyzantki sowieckiej im. Dzierżyńskiego złożonego z Polaków.
Był autorem broszur Hitler i Ukrajina (1939) oraz Nasz szljach borotby (1940).